# Mini Clubman
De Mini Clubman is een wagen die zowel door het vroegere Britse Mini als door het huidige Mini uit de BMW-groep wordt geproduceerd.

## 1969-1980
De eerste Clubman werd in 1969 geïntroduceerd. Het was een update van de beroemde Mini (die tien jaar eerder geïntroduceerd was). De Mini Clubman had een totaal andere neus dan de originele Mini. Die Clubmanneus was rechthoekiger en 11 cm langer. De richtingaanwijzers van de Clubman waren overgenomen van de Austin Maxi.
De langere neus had twee voordelen: een betere passieve veiligheid (grotere kreukelzone) en een grotere motorruimte. Daardoor waren motoronderdelen zoals de stroomverdeler en startmotor beter toegankelijk. Tegelijkertijd was er meer ruimte om de motor op te voeren: de 11 cm extra maakt het makkelijker om zaken als een crossflow cilinderkop, een oliekoeler, een grotere radiateur en grotere carburateurs te monteren. En zelfs een groter motorblok.
De nadelen van de Clubmanneus waren de hogere luchtweerstand en het controversiële uiterlijk. Die rechthoekige, door Roy Haynes ontworpen, Clubmanneus paste weliswaar perfect in de rechthoekigere stijl die in de jaren zeventig in de vormgeving van personenauto's opkwam. Een gelijksoortige neus zou een paar jaar later bijvoorbeeld ook door Ford (in de Escort II) en Volkswagen (in de Golf I) worden toegepast. Maar omdat alleen de neus gewijzigd was, was de Clubman van achteren nog net zo rond als de originele Mini. Het was een jarenzestigauto met een jarenzeventigneus. Dat effect was minder aanwezig in de 'Clubman Estate'. Deze combiversie was van achteren net zo rechthoekig als voor en daarom qua uiterlijk beter in balans.
Jarenlang werden de gewone Mini (met 850, 1000 en 1100 motor) en de Mini Clubman (met 1000, 1100 en 1275 motor) naast elkaar geproduceerd. Toen de Clubman kwam, verdwenen van de originele Mini wel de luxe versies met grotere kofferbak (de Wolseley Hornet en Riley Elf), de combiversies (Traveller en Countryman) en (in 1971) ook de snelle Cooper S. De Clubman moest deze allemaal vervangen. De Clubman werd echter in 1980 uit productie genomen (en vervangen door de in alle richtingen grotere en volledig nieuw vormgegeven Austin Mini Metro). De populaire originele Mini bleef in productie tot oktober 2000.
Er zijn in totaal 275.583 Clubman saloons, 197.606 Clubman Estates en 110.673 1275GTs gebouwd.

## 2007-2014
De Clubman-benaming kwam in 2007 ook terug in de new Mini van BMW, deze keer echter niet voor een Mini met een verlengde neus, maar voor de combiversie van de new Mini. In tegenstelling tot de oorspronkelijke Mini Clubman en Mini Clubman Estate, heeft de new Mini Clubman exact dezelfde neus als de new Mini.